# Шчокино
Шчокино (рус. Щёкино) град је у Русији у Тулској области. Према попису становништва из 2010. у граду је живело 58.154 становника.

## Становништво
Према прелиминарним подацима са пописа, у граду је 2010. живело 58.154 становника, 3.434 (5,58%) мање него 2002.
| 1939.  | 1959.  | 1970.  | 1979.  | 1989.  | 2002.  | 2010.  |
| ------ | ------ | ------ | ------ | ------ | ------ | ------ |
| 11.334 | 45.556 | 61.313 | 70.318 | 69.251 | 61.588 | 58.139 |